# Academia Nacional TCIFA
La Academia Nacional TCIFA  (en inglés: TCIFA National Academy) es el nombre que recibe un estadio de usos múltiples en Providenciales, en las Islas Turcas y Caicos un territorio británico de ultramar en las Antillas . Actualmente se utiliza sobre todo para los partidos de fútbol. El estadio tiene capacidad para recibir a unas 3.000 personas y fue construido en 2004. El estadio forma parte del Complejo Deportivo Graceway, que además del estadio de fútbol tiene un campo de fútbol y un estadio de atletismo.